# Иероним (Зиновьев)
Архимандри́т Иерони́м (в миру Семён Ива́нович Зино́вьев; 10 сентября 1934, Бахмачеево, Московская область — 30 марта 1982, Троице-Сергиева Лавра) — архимандрит Русской православной церкви, наместник Троице-Сергиевой Лавры.

## Биография
Родился 10 сентября 1934 года в селе Бахмачеево Московской области (с 1937 года — в составе Рязанской области).
С юных лет прислуживал в храме во имя Святой Троицы в родном селе, открытом в 1946 году.
В 1950 году окончил среднюю школу в селе Насурове Мервинского района Рязанской области. С 1952 года работал токарем на станкостроительном заводе в Рязани. Одновременно был иподиаконом у архиепископа Николая (Чуфаровского), который дал ему рекомендацию при поступлении в духовную семинарию. В 1953—1956 года служил в армии. После демобилизации вернулся в Рязань, был иподиаконом в Борисоглебском соборе и заведующим складом Рязанского епархиального управления.
В 1957 году поступил в Московскую духовную семинарию, которую окончил в 1961 году и поступил в Московскую духовную академию.
Во время обучения пел в академическом хоре, был старостой курса, участвовал в общественной жизни Духовной академии. 14 августа 1964 года подал прошение о принятии его в братию Троице-Сергиевой лавры. 15 октября 1964 года в Троице-Сергиевой Лавре принял иноческий постриг с наречением имени Иероним в честь блаженного Иеронима Стридонского. 21 ноября того же года в Сергиевском трапезном храме Лавры епископ Донат (Щёголев) рукоположил его во иеродиакона.
В 1965 году окончил МДА и удостоен степени кандидата богословия за сочинение «Душепопечительная деятельность преподобного Серафима, Саровского чудотворца» (Загорск, 1965), которого он всю жизнь почитал.
21 ноября 1965 года в Николо-Богоявленском кафедральном соборе Ленинграда митрополит Ленинградский Никодим (Ротов) — во иеромонаха. 25 ноября того же года определением Священного Синода направлен на служение в Русскую духовную миссию в Иерусалиме.
4 апреля 1967 года решением Священного Синода назначен заместителем начальника Русской Духовной Миссии в Иерусалиме.
В марте 1969 года сопровождал епископа Тульского Ювеналия (Пояркова) в паломничестве на Святую Гору Афон.
17 марта 1970 года в Свято-Троицком соборе Александро-Невской Лавры в Ленинграде митрополит Ленинградский Никодим возвёл его в сан архимандрита в связи с назначением начальником Русской духовной миссии в Иерусалиме.
25 августа 1972 года был освобождён от должности начальника Иерусалимской миссии.
11 октября того же года указом патриарха Московского и всея Руси Пимена был назначен наместником Троице-Сергиевой Лавры.
С 12 ноября 1973 по сентябрь 1978 года, оставаясь наместником Лавры, также в Московской духовной семинарии преподавал предмет «Священное Писание Нового Завета».
2 сентября 1977 года Патриархом Московским и всея Руси Пименом был награждён Патриаршим наперсным крестом.
Годы наместничества архимандрита Иеронима были весьма плодотворными для Лавры. В каждом лаврском храме он провёл большие реставрационные работы. Его трудами были сооружены два новых придела в храме Всех святых, в земле Российской просиявших, что под Успенским собором. Любил церковные богослужения. Большое значение придавал проповеди в храме.

Могила архимандрита Иеронима (Зиновьева)

Архимандрит Иероним ревностно заботился о восполнении братства Лавры. Многие известные деятели Русской православной церкви были его постриженниками.
Чувствуя близость кончины, ещё за два года до неё часто говорил о переходе в вечность, сделал много распоряжений. 28 марта 1982 года с ним случился тяжёлой формы инсульт. 30 марта в два часа ночи лаврский колокол возвестил о кончине архимандрита Иеронима.
1 апреля 1982 года в Сергиевском трапезном храме состоялось его отпевание, которое возглавил Патриарх Пимен. Погребён на территории Лавры, у алтаря Свято-Духовского храма.

## Награды
- второй наперсный крест с украшениями (от патриарха Московского и всея Руси Пимена, 18 мая 1972)
- Орден святого равноапостольного великого князя Владимира 2-й степени
- Орден преподобного Сергия Радонежского 2-й степени
- медаль Русской Православной Церкви прп. Сергия Радонежского 1-й степени (в связи с празднованием 600-летия Куликовской битвы; 1980)
- орден Антиохийской Православной Церкви первоверховных апостолов Петра и Павла (от патриарха Антиохийского Игнатия; 1981)
- ордена Иерусалимской Православной Церкви Святого Гроба Господня 2-й степени (от патриарха Иерусалимского Венедикта, 1972), 1-й степени (от патриарха Иерусалимского Диодора, 1981)

## Публикации
- В зарубежных храмах Московского Патриархата. Молитва о упокоении Святейшего Патриарха Алексия. Русская Духовная Миссия в Иерусалиме // Журнал Московской Патриархии. 1970. — № 7. — С. 34
- Светоч неугасимый [преподобный Серафим Саровский] // Журнал Московской Патриархии. 1973. — № 1. — С. 68-72.
- Слово учащимся Московских духовных школ // Журнал Московской Патриархии. 1979. — № 1. — С. 32-33.
- Слово к новопостриженым монахам // Журнал Московской Патриархии. 1982. — № 9. — С. 26-27.